# Franz Böröczky
Franz Böröczky (* 31. August 1922 in Kittsee; † 23. April 2002 ebenda) war ein österreichischer Politiker (SPÖ) und von 1964 bis 1969 Abgeordneter zum Burgenländischen Landtag sowie von 1969 bis 1974 Mitglied des Bundesrates. 

## Leben
Böröczky besuchte nach der Volksschule in Kittsee die Hauptschule in Zurndorf, zudem belegte er Fortbildungslehrgänge. Zum 10. Oktober 1939 trat er der Waffen-SS bei, in der er zum 1. Mai 1944 den Rang eines SS-Oberscharführers erreichte. Nach dem Zweiten Weltkrieg arbeitete Böröczky als Bauarbeiter in Kittsee und war ab 1947 als Metallarbeiter in Wien beschäftigt. Zudem wirkte er als Betriebsrat.
Böröczky war verheiratet.

## Politik
Innerparteilich war Böröczky ab 1952 als Ortsparteiobmann der SPÖ-Kittsee aktiv, zudem war er ab 1958 Bezirksausschussmitglied und ab 1960 SPÖ-Bezirksobmann-Stellvertreter. Er gehörte von 1954 bis 1958 dem Gemeinderat an und hatte von 1958 bis 1970 sowie 1977 das Amt des Bürgermeisters inne. Er vertrat die SPÖ vom 17. April 1964 bis zum 14. Juli 1969 im Burgenländischen Landtag und war vom 14. Juli 1969 bis zum 1. Dezember 1974 Mitglied des Bundesrates. 